# Mónica Vera
Mónica Vera (Palência, 27 de março de 1986) é uma atriz pornográfica espanhola. Começou sua carreira de filme adultos em 2005, aos 19 anos.

## Prêmios e indicações
- 2006 FICEB Ninfa Prize — vencedora – FICEB Queen[2][3]
- 2006 FICEB Ninfa Prize — indicada – Melhor Nova Atriz Espanhola (Rompiendo barreras)[2][3]
- 2007 FICEB Ninfa Prize — vencedora – Melhor Atriz Espanhola (Talion)[4]